# Comment je devins socialiste
Comment je devins socialiste ou Comment je suis devenu socialiste (titre original : How I Became a Socialist) est un essai de Jack London, paru en 1902 en tant qu'article et publié aux États-Unis en 1905.

## Historique
L'article est publié initialement dans le  journal hebdomadaire The Comrade (en), en mars 1902, avant d'être reprise dans le recueil War of the Classes en avril 1905.
À l'instar de son héros Martin Eden, Jack London découvre et lit Karl Marx, David Ricardo, Adam Smith, John Stuart Mill. En 1902, l’auteur évoque son engagement dans ce texte reproduit par le blog marxiste-libertaire « La Bataille socialiste » et le réaffirme dans un second texte paru en 1906 et dénommé : « What Life means to me » (« Ce que la vie signifie pour moi ») dans lequel l’écrivain oppose à l’avidité marchande la solidarité de classe. Il conclut le texte par ces mots : « En dernier lieu, ma confiance va à la classe ouvrière. ».
Dans la biographie sur Jack London, Jennifer Lesieur explique que l'écrivain californien se mit à lire Karl Marx au contact de jeunes soldats pauvres avec lesquels il discuta au coin du feu. Convaincu par leurs propos, il finit par prendre sa carte au « Socialist Labor Party » d’Oakland en 1896, à l’âge de vingt ans.

## Résumé

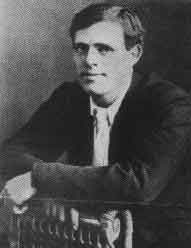
Jack London

Dans ce livre, Jack London reconnait qu'il fut tout d'abord fortement individualiste dans son comportement et ses aspirations en expliquant que durant sa jeunesse il a du se débrouiller tout seul, pratiquant de nombreux métiers et aimant vivre à l'aventure sans se rendre compte de l'existence des autres personnes et plus particulièrement celles qui sont touchées par la vie. 
Puis, petit à petit, au fil de ses voyages et de ses pérégrinations, il s'est rendu compte de l'existence de la « partie submergée » (submerged tenth). Ayant pratiqué des travaux très difficiles et même connu l'enfermement dans un pénitencier, côtoyant ainsi les citoyens les plus miséreux du pays. Selon ses propres déclarations, son individualisme effréné fut anéanti et quelque chose d’autre y a été incrusté de manière tout aussi efficace. Il se mit à lire, s'instruire et compris certaines règles l'entrainant dans une vision plus sociale de l'humanité.

## Éditions

### Éditions en anglais
- How I Became a Socialist, dans The Comrade, mars 1903.
- How I Became a Socialist, dans le recueil War of the Classes, un volume chez  Macmillan Publishers, New York, avril 1905.

### Traductions en français
- Comment je devins socialiste, traduction de Louis Postif, in Monde, hebdomadaire, 1929.
- Comment je suis devenu socialiste, traduction de Jacques Parsons, Paris, 10/18, 1977.